# Evotec
Die Evotec SE ist ein international tätiges Unternehmen im Bereich der pharmazeutischen Wirkstoffforschung mit Sitz in Hamburg. In Forschungsallianzen und Entwicklungspartnerschaften mit Pharma- und Biotechnologieunternehmen verfolgt das Unternehmen Ansätze zur Erforschung und Entwicklung von Therapieansätzen. Die Aktien sind im MDAX gelistet.

## Übersicht
Evotec ist ein Wissenschaftskonzern, der Medikamente erforscht und entwickelt.
Evotec beschäftigt Stand 2025 über 4000 Mitarbeiter und kooperiert mit zahlreichen Unternehmen aus der Pharmabranche (z. B. Bayer, Bristol Myers Squibb, Novo Nordisk, Takeda), Biotechunternehmen (z. B. Exscientia, EQRx) sowie öffentlichen Einrichtungen und Stiftungen (z. B. University of Oxford, Gates Foundation).

## Geschichte
1993 wurde das Unternehmen als Evotec BioSystems in Hamburg gegründet. Gründer waren der Nobelpreisträger Manfred Eigen und die Wissenschaftler Karsten Henco, Ulrich Aldag, Freimut Leidenberger, Heinrich Maria Schulte, Rudolf Rigler und Charles Weissmann. Bei seiner Gründung war das Unternehmen eine „Ausgründung“ aus dem Max-Planck-Institut für biophysikalische Chemie, Göttingen.
In den ersten Jahren wurde in Kooperationen mit internationalen Pharmaunternehmen wie Novartis und SmithKlineBeecham mit der Evotec das Ultra-Hochdurchsatz-Screening-System (EVOscreen) entwickelt. 1999 ging Evotec BioSystems an die Börse (Deutsche Börse: EVT) und übernahm ein Jahr später die britische Gesellschaft Oxford Asymmetry International plc, die chemische Dienstleistungen für internationale Biotechnologie- und Pharmaunternehmen anbietet, und wurde zur Evotec OAI AG. 2005 wurde der Name in Evotec AG umgeändert. Im April 2019 gab Evotec die Umwandlung in eine Societas Europaea bekannt.
2002 gliederte sich das Unternehmen in zwei Geschäftsbereiche, zum einen die „Discovery and Development Services“, zum anderen die „Tools and Technologies“ (Instrumente und Technologien). Die Evotec Technologies GmbH wurde in diesem Jahr gegründet, aber 2006 an Perkin Elmer veräußert, um die verbleibende Firma auf das Kerngeschäft, die Erforschung und Entwicklung neuer pharmazeutischer Wirkstoffe, zu fokussieren. Im Jahr 2008 übernahm Evotec Renovis, ein US-amerikanisches Biotechnologieunternehmen, und wurde an der Nasdaq gelistet. Ein Jahr später verzichtete Evotec freiwillig auf die Notierung ihrer American Depositary Receipts an der NASDAQ, um ihre Geschäftsaktivitäten zu rationalisieren und die Liquidität der Evotec-Aktie auf eine Handelsplattform (TecDax) zu konzentrieren, und damit Kosten zu vermindern. Zudem übernahm Evotec im Jahr 2009 70 % der indischen Research Support International Limited (RSIPL), eines Serviceanbieters auf dem Gebiet der Synthesechemie, und erwarb das Zebrafisch-Screening-Geschäft der indischen Summit Corporation.
Seit dem 28. Oktober 2009 ist das Unternehmen im TecDAX gelistet, zum 24. September 2018 wurde es zusätzlich in den MDAX aufgenommen.
2010 übernahm Evotec die Göttinger DeveloGen AG, ein auf die Erforschung von Therapien zur Behandlung von Stoffwechselerkrankungen (wie z. B. Diabetes) spezialisiertes Unternehmen, sowie 2011 zwei weitere Unternehmen: die Kinaxo Biotechnologies GmbH, ein privates Biotechnologieunternehmen mit Sitz in München, und die Compound Management-Geschäftseinheit von BioFocus, einem Unternehmen der Galapagos-Gruppe. Kinaxo verfügt über proprietäre Technologien, die zur Verbesserung der Wirkstoffentwicklung im gesamten Prozess der Medikamentenentwicklung eingesetzt werden.
Zum 30. Juli 2017 wurde die Fa. Aptuit in den USA für 256 Mio. Euro übernommen.
Im Oktober 2020 erhielt Evotec eine Finanzspritze von der Stiftung des Microsoft-Gründers Bill Gates für die Entwicklung eines Corona-Medikaments in den USA. Die Höhe der Förderung, die Evotec im Rahmen einer sogenannten „COVID-19 Therapeutic Accelerator Initiative“ erhält, beträgt 18 Mio. USD.
Seit November 2021 sind Evotecs ADS (American Depositary Shares) an der Nasdaq gelistet.

## Allianzen / Partnerschaften
- Bayer AG (verschiedene Indikationen, u. a. Chronischer Husten, Endometriose, Nierenerkrankungen etc.)
- Bristol Myers Squibb (Onkologie und Neurodegenerative Krankheiten)
- CHDI (Huntington-Krankheit)
- Chinook Therapeutics (Nierenerkrankungen)
- EQRx (Immunologie und Onkologie)
- Exscientia (Onkologie)
- Ildong Pharmaceutical (Zusammenarbeit im Rahmen INDiGO)
- JingXin (EVT201/Insomnia in China)
- Kazia Therapeutics (EVT801/Onkologie)
- NephThera (Nierenerkrankungen – Joint Venture mit Vifor Pharma)
- Novo Nordisk (Nierenerkrankungen und Diabetes)
- Sanofi (Onkologie und Substanzverwaltung)
- Takeda Pharmaceutical (verschiedene Indikationen, u. a. Onkologie, Neurowissenschaften, seltene Krankheiten)

Diese Liste stellt nur eine Auswahl an Allianzen dar, gemäß dem Geschäftsbericht 2020 unterhielt Ende 2020 Evotec 829 Allianzen mit Partnern (Pharma-/Biotechunternehmen, Stiftungen, öffentliche Einrichtungen) weltweit.

## Standorte
Evotec hat Standorte weltweit.
Deutschland
- Hamburg (Hauptsitz)
- Göttingen
- Halle (Westf.) (in Abwicklung)
- Köln (in Abwicklung)
- München

Frankreich
- Lyon (Chemieaktivitäten eingestellt)
- Toulouse

Großbritannien
- Abingdon
- Alderley Park

Italien
- Verona
- Modena

USA
- Branford
- Princeton
- Redmond
- Seattle
- Framingham

## Entwicklung der Konzern-Kennzahlen
| in Euro            | 2017       | 2018       | 2019       | 2020       | 2021       | 2022        | 2023        |
| ------------------ | ---------- | ---------- | ---------- | ---------- | ---------- | ----------- | ----------- |
| Umsatz             | 257,6 Mio. | 375,4 Mio. | 446,4 Mio. | 500,9 Mio. | 618,0 Mio. | 751,5 Mio.  | 781,4 Mio.  |
| Ergebnis v. St.    | 28,1 Mio.  | 51,8 Mio.  | 30,5 Mio.  | 11,0 Mio.  | 221,6 Mio. | −180,9 Mio. | −103,8 Mio. |
| Bilanzsumme        | 682 Mio.   | 785 Mio.   | 1.229 Mio. | 1.502 Mio. | 2.276 Mio. | 2.306 Mio.  | 2.299 Mio.  |
| Dividende je Aktie | 0,0        | 0,0        | 0,0        | 0,0        | 0,0        | 0,0         | 0,0         |
| Mitarbeiter        | 2.178      | 2.617      | 3.030      | 3.572      | 4.198      | 4.952       | 5.061       |